# 青色黑吻銀漢魚
青色黑吻銀漢魚，為輻鰭魚綱銀漢魚目擬銀漢魚科的其中一種，分布於中東太平洋巴拿馬至哥斯大黎加海域，為熱帶魚類，體長可達10公分，棲息在沿海珊瑚礁水域，生活習性不明。